# Mezquita de Ketchaoua
La mezquita de Ketchaoua —en árabe: جامع كتشاوة (ŷāma‘a katšāwa)— es una mezquita histórica perteneciente al patrimonio clasificado de la Casba baja de Argel. Es el símbolo de la historia de la capital argelina. Construida en 1436, habría sido masivamente reconstruida en el siglo XVIII bajo el gobierno del dey Hassan. Fue remodelada en el siglo XIX, después de su requisición en 1832 para asignarla al culto católico durante el período colonial bajo el nombre de la catedral de San Felipe de Argel, que conservó hasta la independencia de Argelia en 1962, cuando de nuevo se convirtió en una mezquita. Está clasificada, con la totalidad de la Casba (la medina de Argel), en el patrimonio mundial de la UNESCO. La fachada actual es obra del arquitecto francés Albert Ballu. 

## Historia

### Período medieval
La fecha de fundación de la mezquita es un tema con varias hipótesis, se habría construido en 1436. Según Myriam Bacha Ketchaoua la mezquita es una institución al menos antes del siglo XVI y ha fue objeto de una reestructuración y ampliación en 1794. Según Golvin, el edificio actual data de 1794 y fue construido en un oratorio más antiguo. Sin embargo, según Guemriche, el edificio data de 1612 antes de ser rediseñado de nuevo en 1794.

### Período de la Regencia de Argel

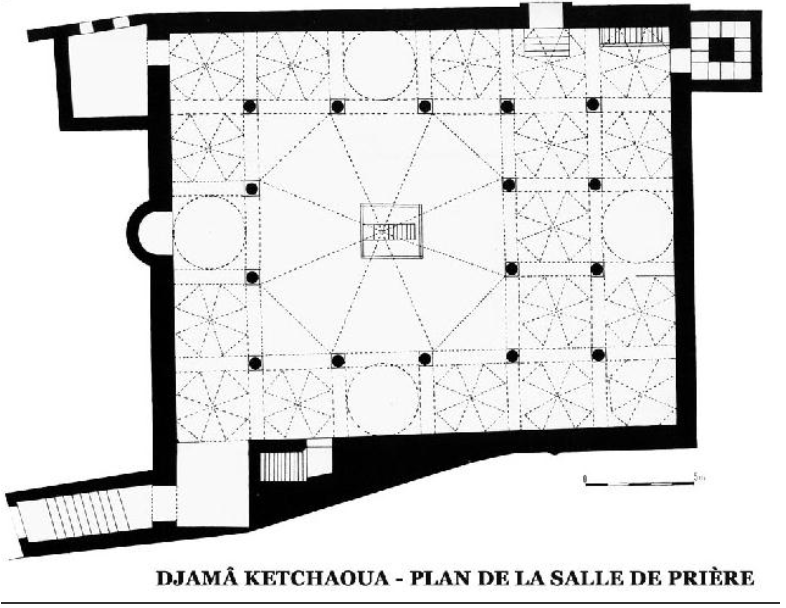
Mezquita de 1794 del dey Hassan, según lo observado por Ravoisier (c. 1842)

La primera acta habús —derecho musulmán relativo a una fundación— que atestigua su existencia data del año 1612. Este acto la sitúa precisamente en el sitio de una fuente, en el lugar llamado «La meseta de las cabras», de ahí el nombre ketchaoua en turco. Esta mezquita se derrumbó en menos de dos siglos y un nuevo edificio más importante fue construido alrededor de 1613 bajo el gobierno de la Regencia otomana, que también muy rápidamente se derrumbó.
La mezquita fue reconstruida de nuevo en 1794 bajo el gobierno del dey Hassan a quien se debe su forma actual. La gran sala de oración se apoya en subestructuras abovedadas que compensan el terreno en declive. Por lo tanto consta de una sala de oración cuadrada de 11,50 metros de cada lado, con una gran cúpula octogonal y una doble fila de galerías —similar a otra mezquita argelina: la de Ali Bitchin—. Estas galerías de arcadas frente al mihrab constituyen espacios tapados con cúpulas secundarias y están separados por dobles arcos y descansan sobre colgantes. Todos los arcos de forma sobrepasada están soportados por columnas importantes con grandes capiteles. La arquitectura general, poco común en el norte de África, recuerda a las mezquitas con gran cúpula central de Turquía.

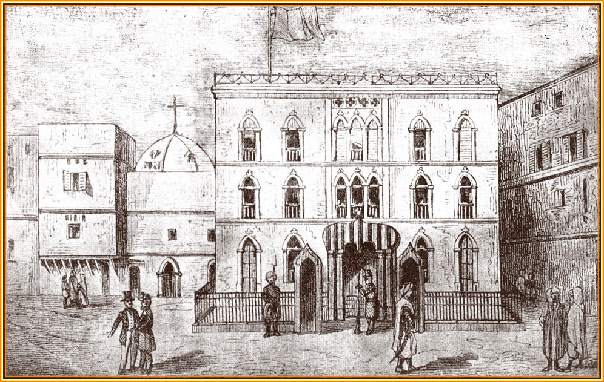
La mezquita de Ketchaoua (c. 1844) sin la extensión —la nave central, las dos torres y el portal— que se añadió a finales del siglo xix.
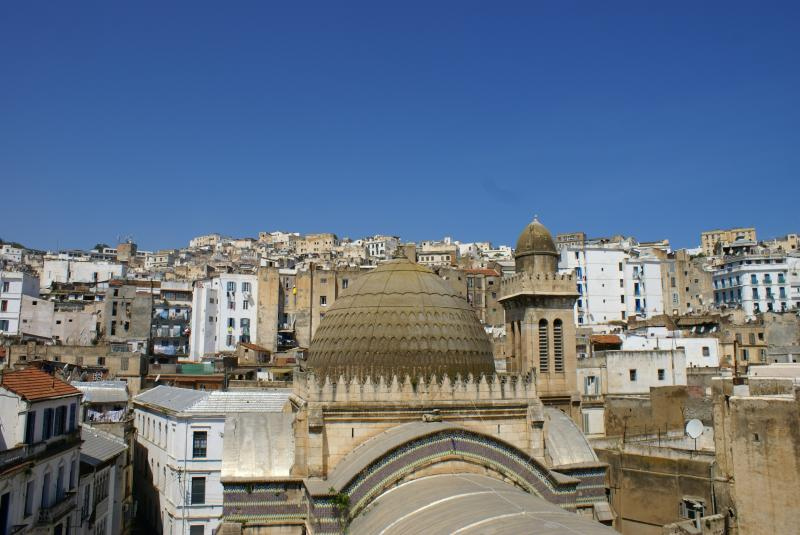
Cúpula con vistas a la parte posterior y la más antigua del edificio. El minarete es una adición reciente.
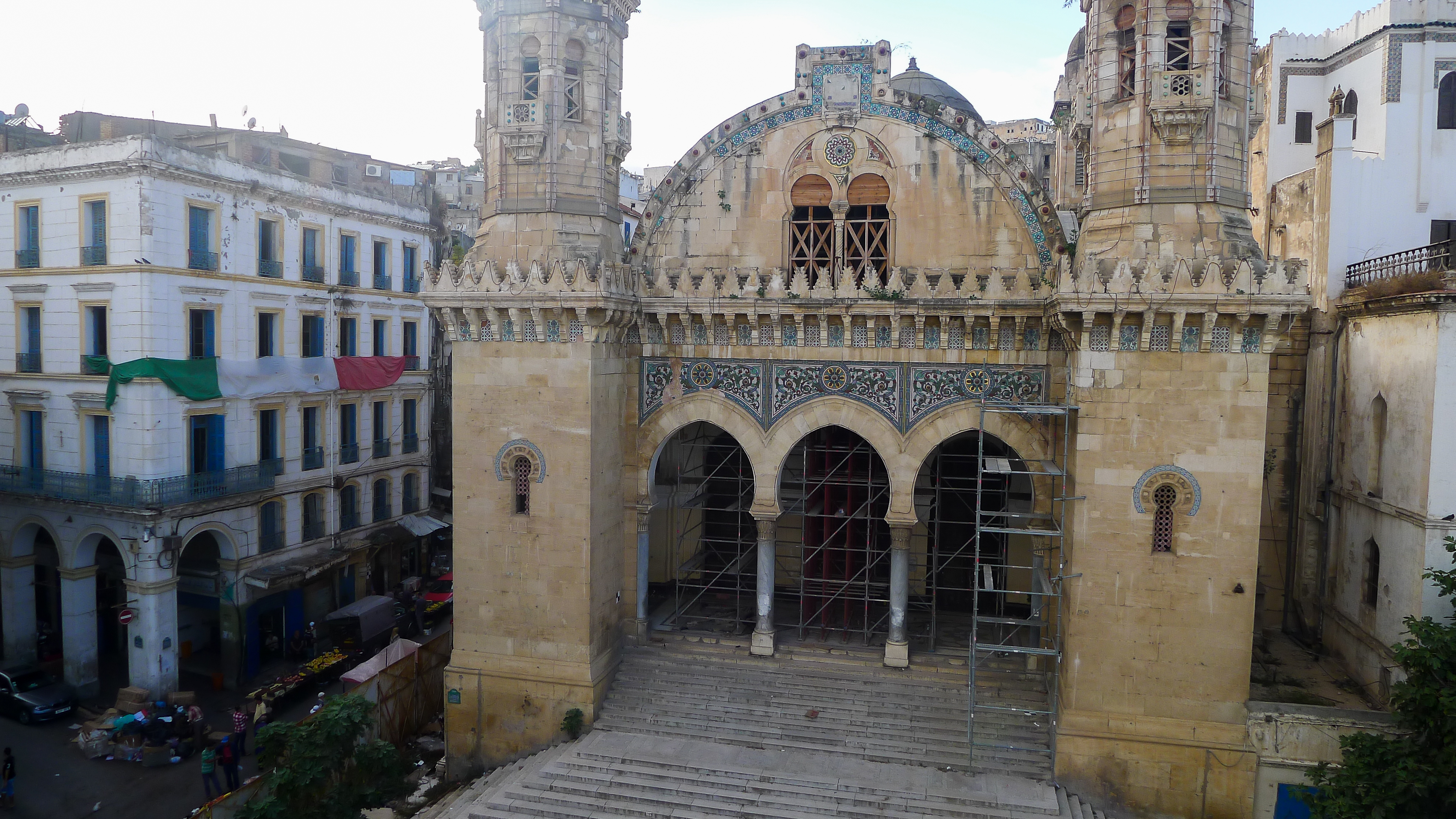
Entrada a la mezquita de Ketchaoua.

### Período de la colonización francesa: la catedral de San Felipe

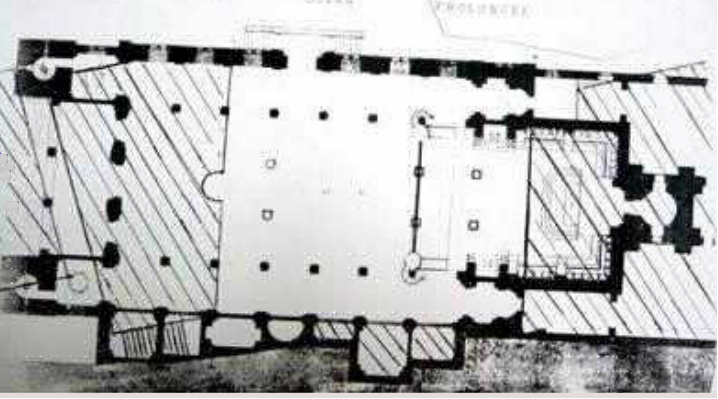
Plano de los trabajos de remodelación previstos en 1842 por Ravoisier fueron parcialmente realizados.

Después de la captura de Argel, la mezquita fue requisada por el duque de Rovigo. Confiando en sus derechos protegidos por la Convención del 4 de julio de 1830 firmada por el mariscal francés Bourmont al tomar Argel, la población rechazó hasta el último minuto el dar su acuerdo para la requisición del edificio y organizaron una resistencia y propusieron darles otro edificio. Siguiendo la alerta dada por un moqadem de la hermandad de Taïbiya que animaba a la población, el duque de Rovigo dio la orden de ocupar la mezquita el 17 de diciembre de 1831. Cuatro mil musulmanes estaban atrincherados en el edificio. La entrada en el edificio por la fuerza provocó un movimiento de estampida que se cobró varias víctimas. Rovigo hizo una demostración de fuerza ante la población de Argel. Desafiando la solución propuesta por esta última, incluso de su intendente Pichon que trataba de respetar los tratados firmados en el momento de la toma de la ciudad y a construir una iglesia católica a expensas del ejército, el duque Rovigo se dirigió a su ayudante, en estos términos: «Nos dieron la mezquita más desamparada y menos venerada de la villa. ¡No la quiero! ¡Quiero la más bella! ¡Somos los vencedores!»
En 1832, la mezquita se convirtió en el primer lugar de culto cristiano proveniente de la conversión de una mezquita otomana. Por la bula Singulari divinae del 10 de agosto de 1838, el papa Gregorio XVI elevó la iglesia al rango de catedral.
La mezquita es conocida por su refinamiento arquitectónico. Un proyecto de restauración y la conversión se desarrolló a mediados de la década de 1830. En 1839, un cierto Ravoisié estableció una propuesta detallada para la restauración.  Este proyecto de restauración y reconversión, a pesar de los estudios y los medios involucrados, fue un fracaso porque el lugar de situación sigue siendo poco adaptado y demasiado estrecho para acomodar una catedral y garantizar un acceso fácil.
El edificio ha sido ampliamente reelaborado, su fachada está casi completamente reconstruida, con dos torres, una escalera monumental y alineada con la de Dar Hassan Pacha: el palacio de invierno. Los arquitectos Harou-Romain y luego Féraud lideraron las obras desde 1845 hasta 1860 y finalmente Ballu completó la reconstrucción y la decoración en 1890.  El desarrollo del portal revela restos antiguos: un mosaico romano del antiguo Icosium, varios medallones y una cisterna de agua en buen estado de conservación. Sin embargo, estas «restauraciones» también consistieron en hacer modificaciones y reconstrucciones radicales. El carácter arquitectónico de la fachada alicatada de estilo morisco se debe a las obras de este período. Sin embargo, todavía no permiten al final del siglo XIX estabilizar el edificio y los costos incurridos superaron a los que habría costado un nuevo edificio.
Después de la toma del edificio, el mufti de la mezquita supuestamente le dijo al duque de Rovigo: «Nuestra mezquita habrá cambiado de religión, pero no de maestro, el único Dios».  Algunos versos del Corán, que adornan la sala de oración, se han conservado debido a su mensaje que aborda el fervor y la sumisión del creyente al Señor. En 1909, surgió una tesis antagónica, según la cual la catedral sería un nuevo edificio basado en el reemplazo completo del antiguo edificio.

### Conversión en mezquita tras la independencia
La iglesia de San Felipe mantuvo su función de catedral de la ciudad de Argel hasta la independencia de Argelia en 1962, cuando se reconvirtió en mezquita. El Ministerio Argelino de Habous y el Arzobispo de Argel anunciaron, mediante una declaración pública común, un «regalo de amistad libremente consentido por la Iglesia en nombre de los cristianos de Argelia». La primera oración solemne del viernes se celebró el 2 de noviembre de 1962 y se realizó sobre una cripta que conserva las tumbas de obispos.
El órgano instalado en 1929, fue destruido en parte, en ese momento. Una de sus campanas, Augustine, fundida en 1868 por Burdin el mayor, se ofreció después de 1963 para la capilla bretona de los Sept-Saints, lugar de una famosa peregrinación entre cristianos y musulmanes en Francia; traída de Argel, fue ubicada en el campanario de la iglesia parroquial del Vieux-Marché el 22 de julio de 1965 con el sobrenombre de la «campana de la unidad»; fue clasificada el 18 de octubre de 1974.

## Arquitectura
La mezquita de Ketchaoua toma el plano de una catedral cristiana, en forma de basílica alargada y también adopta el llamado plan jesuita, con una amplia nave central cubierta por una bóveda de cañón y naves laterales de menor importancia. Su crucero no es prominente y en el cruce posee una cúpula ovalada que cubre todo. Lo que innova en este plan es el sello orientalizante mezclado con el estilo neo-romano-bizantino. Así que es el más puro estilo ecléctico, que hace un llamamiento directo a diversas fuentes —renacimiento para el plano, gótico para la composición de la fachada, adornos orientales de la torre campanario y un cuerpo romano-bizantino—.

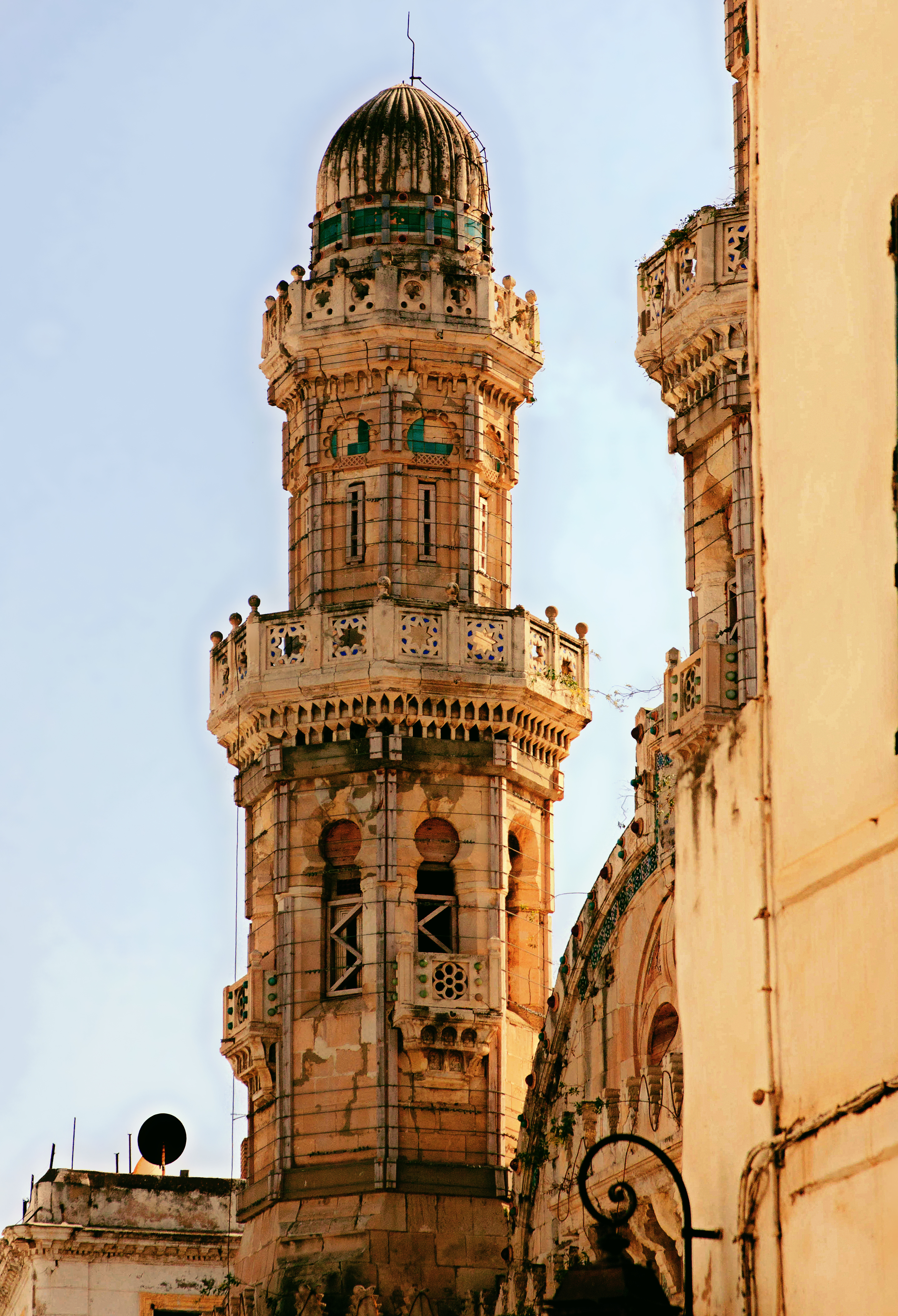
Minarete de la Mezquita de Kechaoua

La fachada se basa en el principio de una iglesia gótica con fachada armónica: dos torres de campanarios —en forma de minarete del periodo mameluco en Egipto— a ambos lados, forman una simetría perfecta de un cuerpo central cuadrado y una galería con tres arcadas. La entrada principal a la mezquita es a través de una escalera de 23 peldaños. En la entrada, hay un pórtico ornamentado, que está sostenido por cuatro columnas de mármol con vetas negras. Dentro de la mezquita, hay arcadas construidas con columnas de mármol blanco. La belleza de las cámaras de la mezquita, los minaretes y los techos de la mezquita se acentúan con la obra de yeso morisco. El edificio, que ahora domina la plaza pública en la Casba, con el mar en frente, tiene dos minaretes octogonales que flanquean la entrada, con diseños y decoraciones bizantinas y moriscas, presenta una vista elegante. Muchas de las columnas de mármol blanco pertenecen a la mezquita original. Hay una tumba con los restos de San Jerónimo en una de las cámaras de la mezquita.

## La mezquita en el espacio de la medina
La Ketchaoua se encuentra en la Casba baja, tradicionalmente un lugar de intercambio y poder de la medina de Argel. La mezquita, construida durante el gobierno del Imperio otomano, estuvo una vez en el centro de la ciudad. Su ubicación estratégica, situada en la primera de las escaleras de la Casba conducía a las cinco puertas de la ciudad en el distrito aristocrático donde vivían los ricos y famosos miembros de la familia real de la Regencia otomana, la prominencia política y otros magnates de negocios ricos. Fue construida en el emplazamiento de Icosium —asentamiento fenicio original que existió en el sitio de la mezquita en el pasado—.
De hecho, el sector concentra varios palacios como el de Dar Hassan Pacha —adyacente a la mezquita y que se convirtió en el antiguo palacio de invierno del gobernador general de la colonia— y el palais des raïs. Esta es también la zona de Dar Soltan el Kedim o palacio Jenina, el antiguo palacio del dey antes de 1817, que sigue existiendo una dependencia: Dar Aziza. Ampliamente rediseñada durante el período colonial, la casba baja tiene un típico barrio de estilo morisco con sus callejuelas serpenteantes que contrastan con el urbanismo colonial periférico. De acuerdo con la vocación comercial del barrio, los callejones alrededor de la mezquita de Ketchaoua son la sede de un zoco para diversas mercaderías.
La mezquita abastece las enseñanzas de su religión y siempre hay quien lee oraciones del Corán antes del mediodía de manera colectiva y hacen talleres de memorización del Corán, que tienen mucho interés en la pronunciación correcta, la velocidad media del habla y el conocimiento de los niveles de recitación. En cuanto al mes del Ramadán, se organizan seminarios cada viernes después de la oración de la tarde a los que asisten clérigos que conocen el camino de Dios y donde se producen conversaciones con respecto a la necesidad del conocimiento de los asuntos de a religión. Además posee un programa anual para enseñar a los niños todos los días el Corán bajo la supervisión de un guía. Con todas estas actividades la mezquita de Ketchaoua, como toda gran mezquita recibe eruditos de todas partes del mundo musulmán.

## RestauraciónsigloXXI

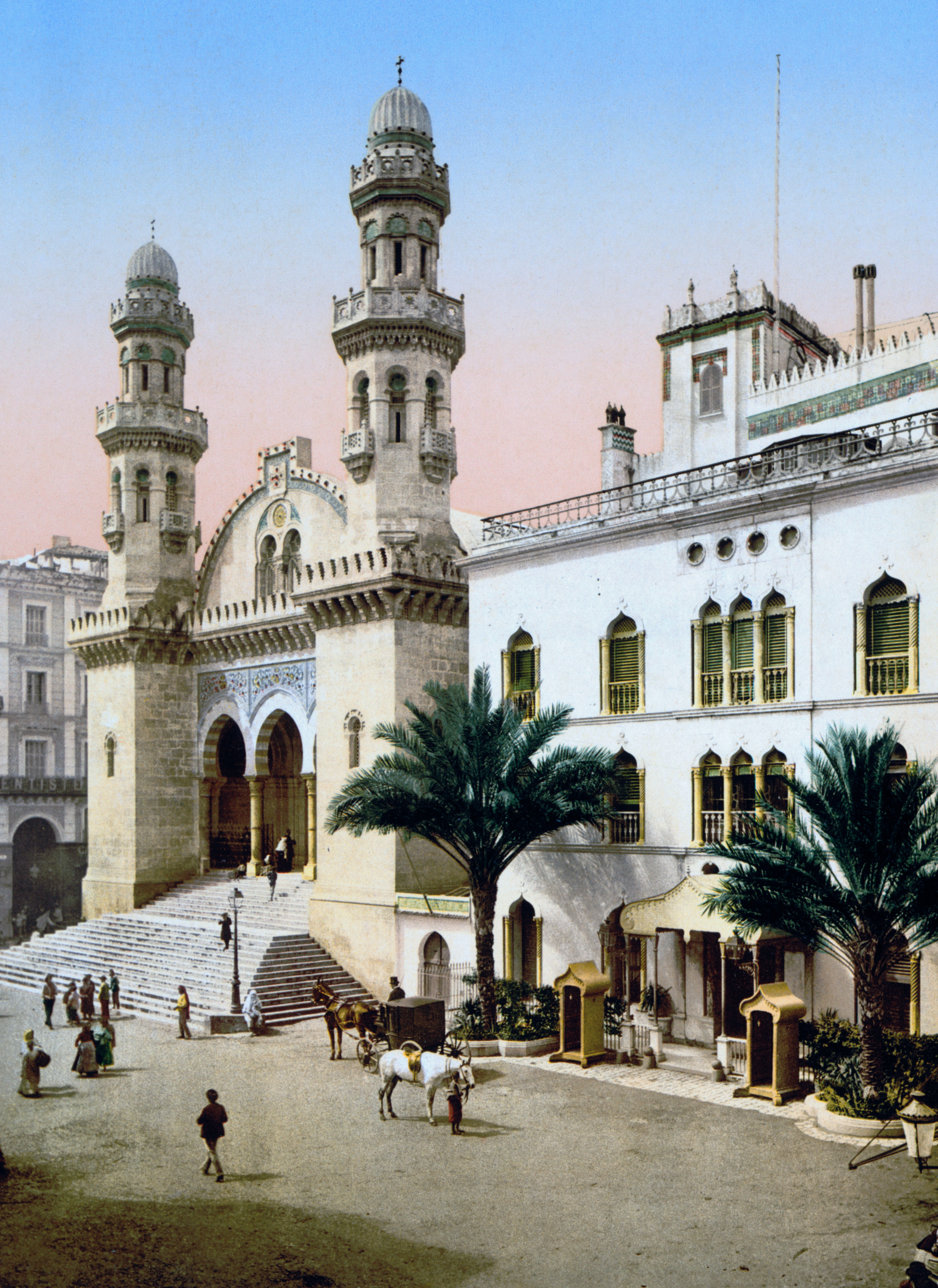
La Mezquita de Ketchaoua de Argel —catedral durante la ocupación francesa— en Argelia, 1899

El año 2009, el Departamento de Patrimonio de Argelia planificó llevar a cabo mejoras en los minaretes octogonales, la bóveda central de la fachada principal y la escalera contigua dentro de la mezquita. Se planificó que se realizaran durante un programa de 12 meses. Mientras que el minarete de la mezquita de Ketchaoua, que estaba parcialmente al borde del colapso parcial ahora está en proceso de restauración, se desarrollaron planes para su implementación, en tres etapas, incluida la restauración de la Casba misma, en términos más generales. Este plan, lanzado en septiembre de 2008, cubre la renovación de varias mezquitas en la antigua ciudad de Argel y la conversión de varias casas en bibliotecas con un costo inicial de 300 millones de dinares argelinos.